# NGC 6163
NGC 6163 este o emission-line galaxy⁠(d) situată în constelația Hercule. A fost descoperită în 30 iunie 1870 de către Édouard Stephan⁠(d). Se află la o distanță de 153,2 de megaparseci de Pământ.